# Barone Canavese
Barone Canavese là một đô thị ở tỉnh Torino trong vùng Piedmont, có vị trí cách khoảng 30 km về phía đông bắc của Torino. Tại thời điểm ngày 31 tháng 12 năm 2004, đô thị này có dân số 588 người và diện tích là 4,0 km².
Barone Canavese giáp các đô thị: Mercenasco, San Giorgio Canavese, Candia Canavese, Orio Canavese, và Caluso.